# باومگارتن (آلمان)
باومگارتن (به آلمانی: Baumgarten) یک شهر در آلمان است که در Rostock District واقع شده‌است. باومگارتن ۹۷۲ نفر جمعیت دارد.